# Збірна Бутану з футболу
Збірна Бутану з футболу  — національна футбольна команда Бутану. Контролюється Футбольною асоціацією Бутану. Збірна Бутану є одною з найслабших команд в світі і вона ніколи не потрапляла на Чемпіонат світу з футболу та Кубку Азії. Збірна була створена в 1983 році і прийнята в ФІФА в 2000 році. Станом на 3 квітня 2025 посідає 182-e місце у рейтингу футбольних збірних світу. Збірна Бутану з футболу брала участь в кубку виклику АФК в 2006 і 2008 роках, в кубку SAFF в 2008, а також в багатьох інших турнірах з 1984 року, але успіхів не добивалась.

## Чемпіонат світу
- З 1930 по 2006 — не брала участь.
- 2010 — зняла заявку.
- 2014 — не брала участь.

## Кубок Азії
- з 1956 по 1968 — не брала участь.
- 1972 — не пройшла кваліфікацію.
- 1976 — не пройшла кваліфікацію.
- з 1980 по 2000 — не брала участь.
- 2004 — не пройшла кваліфікацію.
- 2007 — не брала участь.
- 2011 по 2015 — не пройшла кваліфікацію.

## Гравці збірної Бутану з футболу
- Кхаре Баснет
- Бірен Баснет
- Хемлал Бхаттрай
- Кезанг Вангді
- Церінг Вангді
- Кінлей Вангчук
- Ченчо Г'єлчен
- Цеванг Г'ялцен
- Карун Гурунг
- Мен Бахадур Гурунг
- Харі Гурунг
- Дава Ґ'ялцен
- Єші Ґ'ялцен
- Лунгтоп Дава
- Наванг Дендуп
- Церінг Дендуп
- Сонам Джамцо
- Церінг Дорджи
- Вангай Дорджі
- Кінлі Дорджі
- Чімі Дорджі
- Джигме Церінг Дорджі
- Еше Дорджі
- Пема Дорджі
- Тінлей Дорджі
- Уг'єн Дорджі
- Чіні Дорджі
- Лекі Дукпа
- Сонам Йозер
- Чокей Німа
- Ченчо Ніо
- Пема Рінчен
- Діваш Сабба
- Німа Сангай
- Сонам Тензін
- Джигме Тензін
- Санґай Ханду
- Пассанг Церінг
- Джигме Цултрім
- Карма Шендруп Церінг
- Тандін Церінг
- Пема Чопел
- Пуспалал Шарма
- Нгаванг Джампхел